# Transfer (informatique)
Pour les articles homonymes, voir Transfer.
Le débit d'un bus informatique, mesuré en transfer par seconde, est le débit de données transférées sur ce bus.
On utilise souvent l'abréviation « MT/s » ou « GT/s », qui comprend les préfixes « M » pour méga- ou « G » pour giga-. Le terme « Megatransfer » correspond au transfert d'un million d'unités de données par seconde.

## Unité
Le choix du symbole T pour transfer est en conflit avec le système international d'unités, dans lequel T désigne l'unité tesla de la densité de champ magnétique (par conséquent, le "Megatesla par seconde" serait une unité raisonnable pour décrire la vitesse de variation d'un champ magnétique changeant rapidement, comme dans un aimant à champ pulsé (en) ou un kicker magnet (en)).

## Utilisation
La valeur seule ne permet pas de connaître  le débit binaire auquel les données binaires sont transférées car elle ne spécifie pas le nombre de bits transférés lors de chaque opération de transfert (appelé largeur du canal ou mot). Pour calculer le débit de transmission des données, on doit multiplier le débit de transfert par la largeur du canal d'information. Par exemple, un bus de données de largeur huit octets (64 bits) transfère par définition huit octets lors de chaque opération de transfert ; avec un débit de transfert de 1 GT/s, le débit de données sera de 8 × 109 B/s, soit 8 GB/s, ou environ 7,45 GiB/s. Dans cet exemple, le débit binaire est de 64 Gbit/s (8 × 8 × 109 bit/s).
La formule du débit de transfert de données est : Largeur de canal (bits/transfer) × transfers/seconde = bits/seconde.
L'accroissement de la largeur d'un canal (ou bus), par exemple celui entre un CPU et un northbridge, augmente le throughput sans nécessiter un accroissement de la fréquence de fonctionnement du canal (mesurée en transfers par seconde). C'est équivalent à augmenter le throughput en accroissant la largeur de bus mais en conservant la latence inchangée.
L'unité fait référence au nombre de transferts "effectif", ou de transferts perçus depuis l'"extérieur" d'un système ou d'un composant, par rapport à la fréquence d'horloge interne du système. Un exemple en est un bus informatique fonctionnant en double data rate où les données sont transférées sur les fronts montant et descendant du signal d'horloge. Si son horloge interne tourne à 100 MHz, alors le débit effectif est de 200 MT/s, car il y a 100 millions de fronts montants par seconde (et autant de fronts descendants) dans un signal d'horloge tournant à 100 MHz.
Les bus tels que le SCSI et le PCI se situent dans le domaine de débit de données en Megatransfer/s, tandis que les architectures de bus plus récentes telles que  PCI-X, PCI Express, QPI, UPI, et HyperTransport / Infinity Fabric fonctionnent dans le domaine Gigatransfer/s.